# 原家洼鸟属
原家洼鸟（学名：Yuanjiawaornis）是大型反鸟类已灭绝的一属，生存于早白垩世的中国。原家洼鸟为单型属，只有一个已知物种，即模式种强壮原家洼鸟（Y. virisosus）。